# Повість
По́вість — літературний прозовий твір середньої форми, довший за оповідання, але коротший за роман, під відповідною назвою поширений у слов'янських мовах та країнах.
До 1950-х років, його відповідник у міжнародному літературознавстві був термін short novel (тобто, дослівно — короткий роман). Після 1950-х його вживають найчастіше як аналог терміна західної літературної традиції novella. За сучасними стандартами, аналог повісті novella зазвичай містить від 17 000 до 40 000 слів..
За тематикою наповнення, повість є переважно прозовим епічним твором, що характеризується однолінійним сюжетом.

## Ознаки повісті
Крім обсягу, повість різниться від оповідання розгорнутішим сюжетом, більшою кількістю другорядних персонажів, повнішою та глибшою їх характеристикою, наявністю описів. Розмежування повісті та роману менш виразне. Схожі вони за предметом зображення (життєві будні чи вагомі історичні події), засобами зображення, розкриттям характерів. Однак повість охоплює менше коло проблем, коротший період життя героя.
Якщо в романі акцент робиться на розгортанні сюжету й розширенні кола проблем, то в повісті сюжет більш статичний: акцентується на глибшому аналізі одного чи кількох конфліктів, на описах. Як і в романі та оповіданні, вагому роль у повісті відіграє голос автора або розповідача.
На Заході терміну повість відповідає поняття «novella», під яким розуміють твір обсягом від 17 до 40 тисяч слів.

## Історія жанру повісті
У самостійний вид епосу повість відмежувалася лише на початку XIX ст. У києворуській літературі повістю називали будь-яку об'єктивізовану розповідь про життєві та історичні події, вона була близькою до літопису («Повість минулих літ»), апокрифів («Повість про Варлаама і Йоасафа»). Для порівняння (в західній традиції) — «Роман про Лиса», «Роман про троянду». Початки української повісті — у перекладах «Олександрії» і повістей про Трою, які через болгарський варіант грецької хроніки Малали перейшли до києворуських «Хронографіїв».
У XV ст. з'являється велика кількість перекладених латинських духовних і світських повістей, які через Білорусь, найчастіше в польському або чеському варіанті, потрапляють в Україну («Мука Христова», нова редакція «Олександрії», «Про Трістана»). Появі повісті в українській літературі сприяло засвоєння нею у період бароко насамперед західноєвропейських духовних, рідше — авантюрних і демонологічних повістей.
Перша українська повість, писана українською мовою, — «Маруся» Г. Квітки-Основ'яненка (1833).